# Mactrellona alata
Mactrellona alata är en musselart som först beskrevs av Sprengler 1802.  Mactrellona alata ingår i släktet Mactrellona och familjen Mactridae. Inga underarter finns listade i Catalogue of Life.